# Walnut Township (comté d'Adair, Iowa)
Walnut Township est un township, du comté d'Adair en Iowa, aux États-Unis.